# Salezy Kronental
Salezy Kronental (ur. 5 czerwca 1908, zm. 25 lub 26 października 1956) – funkcjonariusz i urzędnik w okresie PRL.

## Życiorys
Urodził się 5 czerwca 1908 jako syn Maksymiliana. Był funkcjonariuszem Urzędu Bezpieczeństwa. Na początku lat 50. pełnił stanowisko dyrektora w Prokuraturze Generalnej PRL. Zmarł 25 lub 26 października 1956. Został pochowany na Cmentarzu Wojskowym na Powązkach w Warszawie (kwatera A29-3-26).

## Odznaczenia i ordery
- Krzyż Kawalerski Orderu Odrodzenia Polski (22 lipca 1952, na wniosek Generalnego Prokuratora Rzeczypospolitej Polskiej za zasługi w pracy zawodowej)[6]
- Medal 10-lecia Polski Ludowej (4 stycznia 1955, Na wniosek Prokuratora Generalnego P.R.L.)[7]